# Friedrich-Karl Wesemann
Friedrich-Karl Rudolf Wesemann (* 17. Juli 1893 in Nienburg/Weser; † 30. November 1974 in Detmold) war ein deutscher Marineoffizier.

## Leben
Friedrich-Karl Wesemann trat am 1. April 1914 in die Kaiserliche Marine ein. Später war er nach Ausbruch des Ersten Weltkriegs bis März 1915 zur Ausbildung bei der Marine-Luftschiff-Abteilung und anschließend bis Dezember 1915 erst auf der Wettin und bis zum Untergang als Fähnrich zur See auf der Bremen. Bis März 1916 diente er auf dem Kleinen Kreuzes Rostock, um dann als Chiffrieroffizier bis Mai 1917 in der Stab des Führers der U-Boote zu kommen. Mitte Juli 1916 avancierte Wesemann zum Leutnant zur See. Bis Kriegsende war er Zweiter Seekadetten-Offizier an der Marineschule und auf dem Schulschiff Freya. Für sein Wirken hatte man ihn mit dem Eisernen Kreuz II. Klasse sowie den Hanseatenkreuzen von Hamburg und Bremen ausgezeichnet. Nach Kriegsende schied er am 31. März 1919 aus der Marine aus und erhielt am 16. Januar 1921 den Charakter als Oberleutnant zur See.
Zum 1. Juli 1923 wurde Wesemann für die Reichsmarine reaktiviert und am 1. April 1925 Oberleutnant zur See. 1931 war er Navigationsoffizier auf der Meteor, welche zu dieser Zeit unterschiedliche Forschungsfahrten durchführte. Als Kapitänleutnant war er Navigationsoffizier auf der Karlsruhe und blieb auch als Korvettenkapitän (Beförderung am 1. Oktober 1936) in dieser Position. 1937 war er in der Nautischen Abteilung (BH) im Allgemeinem Marineamt des OKM.
Nach dem Beginn des Zweiten Weltkriegs diente Wesemann von Oktober 1939 bis Januar 1941 als Chef der Nautisch-Militärischen Abteilung (A H I) der Amtsgruppe Nautik, der ehemaligen Nautischen Abteilung (BH), im OKM. In dieser Position wurde er am 1. April 1940 Kapitän zur See. Für einen Monat war er Chef der neu eingerichteten Seebefehlsstelle Antwerpen. Mit der Einrichtung des Marineverbindungsstabs X, ab April 1941 Marineverbindungsstab Sofia und ab Mai 1941 Marineverbindungsstab Bulgarien, im Februar 1941 wurde er Chef des Marineverbindungsstabes und blieb dies bis zur Auflösung im Februar 1942. Wesemann wurde Kommandant der Seeverteidigung W, eine neu eingerichtete Dienststelle der Kriegsmarine, welche ab Mitte August 1942 Seekommandant Kaukasus hieß. Bis März 1943 blieb er in dieser Position und wurde Chef des Stabes beim Admiral der norwegischen Westküste. Im März 1944 wurde er von dieser Position abkommandiert, wurde als Nachfolger des kurz vorher verstorbenen Konteradmirals Fritz Conrad Chef des Marinewetterdienstes (Chef MWD) im OKM und blieb dies bis Kriegsende. Im März 1946 wurde er entlassen.
Anschließend war er am Wiederaufbau der Seeunfalluntersuchung im Bereich der Seeämter Flensburg und Lübeck beteiligt. Für seine Tätigkeit auf diesem Gebiet wurde er mit dem Bundesverdienstkreuz 1. Klasse ausgezeichnet. Wesemann war bis zu seiner Pensionierung 1964 Bundesbeauftragter bei den Seeämtern Flensburg und Lübeck (Ehrenbeamter). Sein Nachfolger wurde der Konteradmiral a. D. Karl Smidt.
Nach dem Untergang der Pamir am 21. September 1957 im Atlantik war er als Bundesbeauftragter Teil der sechsköpfigen Untersuchungskommission.